# ФК Јединство Жеравица
ФК Јединство Жеравица је фудбалски клуб из Жеравице у општини Градишка, Република Српска (БиХ) који се такмичи у оквиру Друге лиге Републике Српске група Запад. Клуб је на крају сезоне 2010/11. заузео друго мјесто у Другој лиги Републике Српске — Запад.

## Историја
Јединство је основано 1962. године у ФНРЈ.

## Досадашњи успјеси
- Друга лига Републике Српске у фудбалу — Запад 2010/11. (2. мјесто)
- Куп Републике Српске у фудбалу 2009/10. (шеснестина финала)
- Куп Републике Српске у фудбалу 2008/09. (шеснестина финала)
- Друга лига Републике Српске у фудбалу — Запад 2008/09. (5. мјесто)

## Тренери
- Борис Савић